# Borkowo (Szamarzewo)
Borkowo – przysiółek wsi Szamarzewo w Polsce położony w województwie wielkopolskim, w powiecie wrzesińskim, w gminie Kołaczkowo.
W latach 1975–1998 przysiółek należał administracyjnie do województwa poznańskiego.

## Zabytki i osobliwości
Na terenie przysiółka znajduje się zabytkowy zespół dworski zbudowany po 1920, w skład którego wchodzi dwór i park (nr rej.: 2649/A z 15.07.1998).
W południowej części wsi, na Kanale Kołaczkowskim, utworzono sztuczny zbiornik wodny Borkowo.